# Цератии
Цератии (лат. Ceratias) — род глубоководных лучепёрых рыб из семейства цератиевых, представители которого обитают на больших глубинах Атлантического, Индийского и Тихого океанов.

## Таксономия
Род изначально был описан как монотипический таксон в 1845 году датским зоологом Хенриком Николаем Крёйером; единственным описанным видом был Ceratias holboelli. В качестве типовой местности C. holboelli были обозначены воды близ юга Гренландии.
В пятом издании «Fishes of the World» род был отнесён к семейству Ceratiidae (подотряд Ceratioidei, отряд Lophiiformes), сестринскому по отношению к семейству Centrophrynidae.

## Этимология
Латинское родовое название Ceratias означает "несущий рог", что отсылает на расположенный в верхней части головы иллиций.

## Описание
У рыб очень маленькие глаза, вероятно утратившие свою функцию. Рот выглядит почти вертикальным. В спинном плавнике 4, реже 5 мягких лучей, в анальном плавнике четыре мягких луча. Перед спинным плавником расположены три мясистых выроста, образованных из лучей плавников. У самцов этого рода верхняя и нижняя пары зубов почти одинакового размера. Личинки и молодые самцы не окрашены. Карликовые самцы паразитируют на самках, присосавшись к ним. Длина тела самок от 24 до 120 см (крупнейшая зарегистрированная длина принадлежит особи гренландской цератии).

## Распространение
Встречаются по всему мировому океану на глубинах до 4400 м. Взрослые особи поднимаются до полярных широт.

## Классификация
В составе рода выделяют 3 вида:

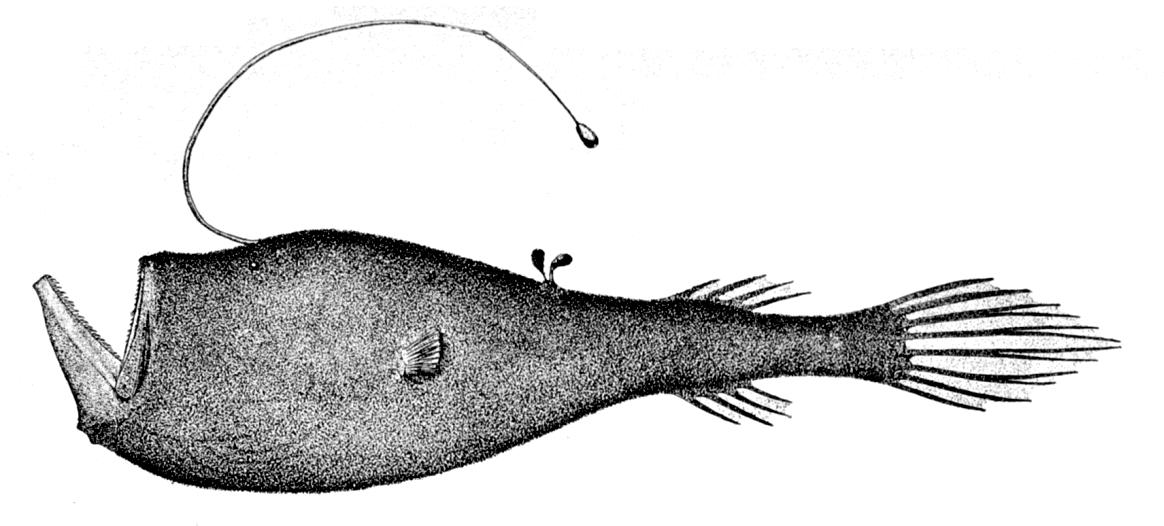
Самка Ceratias uranoscopus

- Ceratias holboelli — Гренландская цератия, или гренландский глубоководный удильщик
- Ceratias tentaculatus — Южный глубоководный удильщик
- Ceratias uranoscopus — Глубоководный удильщик-звездочёт